# Hauke Hartmann
Hauke Hartmann (* 20. Jahrhundert) ist ein deutscher Sänger, Musiker, Songwriter, Arrangeur und Musikproduzent.

## Leben
Hauke Hartmann erlernte zunächst den Beruf des Schreiners und absolvierte eine Ausbildung zum Diakon. Während dieser Zeit arbeitete er nebenher in Coverbands als Sänger, Musiker und Techniker. Als Frontmann der christlichen Band Augenblicke erlangte er schließlich überregionale Beachtung. 1988 wurde er für die Hauptrolle des Musicals Josef – Eine Traumkarriere von Johannes Nitsch und Jürgen Werth engagiert, mit dem er deutschlandweit auftrat. Danach gründete Hartmann seine eigene Band, mit der er über mehrere Jahre hinweg durch die gesamte Bundesrepublik tourte. 1989 veröffentlichte er sein Solo-Debüt Ganz persönlich will ich sein im christlichen Musiklabel Hänssler Music. 1992 erschien das Nachfolgealbum produziert von Manfred Staiger und Thomas Adam unter dem Titel Hart, Mann!. Es folgte eine weitere Musical-Rolle in Gerhard Schnitters so bezeichnetem „Weihnachts(p)o(p)ratorium“ Licht im Dunkel, mit dem Hartmann in den Jahren 1996 und 1997 jeweils von November bis Dezember bundesweit auftrat.
1997 gründete Hauke Hartmann gemeinsam mit seiner Frau Christiane den Chor Just Gospel. Im Herbst desselben Jahres erschien unter dem Titel Best of Gospel-Time ein Kollaborationsalbum von Hauke Hartmann und dem Gospelchor, von Hartmann selber sowie Michael Gundlach produziert. Mit dem Chor veröffentlichte Hauke Hartmann weitere Gospelproduktionen wie The Reason We Sing (2003) und Just Gospel Live in der Bochumer Christuskirche (2004).  
Hartmann gründete einen Verein um kulturpädagogische Jugendarbeit aktiv zu fördern. Die Arbeit mietete sich im Wittener Hauptbahnhofes an und wurde zehn Jahre lang von Hartmann selbst geleitet. Seit 1996 arbeitet Hartmann hauptberuflich als Musiker und Produzent in der christlichen sowie säkularen Szene, er gründete den Veranstaltungsservice Soundart und arbeitete europaweit für Künstler wie Naturally 7, Wise Guys und Dieter Falk.
Hauke Hartmann ist verheiratet mit Christiane. Die beiden haben zwei Kinder, Sarah und Benjamin, die sich als Solisten in die Chorarbeit ihrer Eltern einbringen.

## Diskografie
Solo
- Ganz persönlich will ich sein. (Hänssler Music, 1989)
- Hart, Mann! (Hänssler Music, 1992)

Kollaboration
- Best Of Gospel-Time. (Hänssler Music, 1997)

Augenblicke
- Hier und jetzt. (Lord Records, 1988)

Mitwirkung als Solist
- Josef – Eine Traumkarriere. Musical. (Hänssler Music, 1989)
- Licht im Dunkel. Weihnachts(p)o(p)ratorium. (Hänssler Music, 1996)
- Der Himmel ist offen. (Hänssler Music, 1997)
- Wohin sonst. (ERF-Verlag, 2002)
- The Reason We Sing. (Felsenfest, 2003)
- Just Gospel Live. (Felsenfest, 2004)